# 鲁埃格
鲁埃格（法語：Rouergue，法語發音：[ʁwɛʁɡ]）是法國南部的一个历史上的行省，大致对应今阿韦龙省。在成为了图卢兹伯国（comté de Toulouse）的一部分之后，鲁埃格归入吉耶讷，之后在1779年上吉耶讷（Haute-Guyenne）行省成立时脱离。 